# Crítica periodística
La crítica periodística es un artículo firmado que se enmarca en el género mixto, en él se expresa un juicio razonado de valor sobre cualquier producción en el terreno del arte y la cultura en general. Aunque es un texto en el que prima fundamentalmente la opinión, ha de incluir a su vez información al margen del comportamiento emitido por el crítico. Este debe basarse, en la medida de lo posible, en datos y argumentos sólidos, fundamentados y probados convenientemente. Por ello decimos que además del género de opinión, la crítica tiene un gran parecido con el análisis.
La crítica contiene por lo general una parte expositiva que puede ser incluso una ficha inicial con los detalles objetivos.

## Tipos
La crítica engloba cualquier manifestación cultural o artística susceptible de ser enjuiciada y criticada. Esta definición resulta cada vez más amplia, puesto que se van creando nuevos subgéneros con el paso del tiempo. Las más novedosas son la crítica televisiva y la gastronómica. Los tipos de crítica más importantes son los siguientes:
- Crítica literaria
- Crítica teatral
- Crítica cinematográfica
- Crítica artística
- Crítica televisiva
- Crítica musical
- Crítica de danza
- Crítica taurina
- Crítica gastronómica
- Crítica deportiva

## El crítico
El encargado de realizar una crítica periodística debe ser exigente consigo mismo en cuanto a su ética profesional. No puede dejarse influir por debilidades personales a la hora de realizar su interpretación y juicio sobre la obra artística, ni por exceso ni por defecto.
Su actitud debe partir de la ecuanimidad y el respeto a aquello que juzga, aunque exprese las carencias y defectos que bajo su criterio presenta. Debe ser positivo, resaltando las cualidades de lo que juzga en primer lugar y después referirse a las carencias y las valoraciones negativas, y además ha de fundamentar y probar aquello que afirma, sin caer en el dogmatismo ni en la opinión totalitaria.
En cada tema tratado, resulta imprescindible una gran especialización del periodista en la temática que trata. El crítico es un especialista en los temas que enjuicia. Por ejemplo: el programa de televisión, donde emanan mensajes subliminales fuera del marco legal.

## Soportes en los que se presenta
En sus orígenes, la crítica periodística era un género propio de la prensa escrita diaria. Pero, posteriormente, las páginas de las revistas dedicadas a la cultura y los espectáculos, así como en los suplementos culturales semanales, son los espacios donde la crítica se desarrolla con una mayor intensidad. Con la aparición de la televisión y la radio, han surgido espacios de crítica especializada en alguno de los subgéneros (cine, música, videojuegos), que gozan de gran prestigio y que son con frecuencia el máximo exponente de ese subgénero. La revolución de Internet ha llegado también hasta aquí, creándose multitud de portales que practican la crítica especializada, aunque en muchos de ellos es más una "pseudocrítica" que una crítica periodística real.